# Gimme Hope Jo'anna
Gimme Hope Jo'anna és una cançó d'Eddy Grant, publicada el 1988 a l'àlbum File Under Rock.

És una cançó dins del moviment anti-apartheid, que va acabar convertint-se pràcticament en el seu himne, ja que va ser escrita durant l'apartheid a Sud-àfrica. La cançó va ser prohibida pel govern sud-africà que no va poder impedir que fos àmpliament escoltada per tot el país. Va aconseguir la setena posició en els UK Singles Chart, convertint a Grant en un Top 10 durant més de 5 anys.

## Lletra
"Jo'anna" en la lletra representa no només a la ciutat de Johannesburg, sinó també al nou govern de Sud-àfrica que va acabar amb el sistema apartheid.
Soweto és un barri negre proper a Johannesburg, conegut pel seu paper en la resistència contra l'apartheid coneguda per "escórre's a través de les fronteres enemigues" per lluitar en altres països, sobretot a la Guerra Civil angolesa.
El predicador de Jesús és l'arquebisbe Desmond Tutu, que va guanyar el Premi Nobel de la Pau per la seva oposició a l'apartheid.

## Llista de cançons
7" single
1. "Gimme Hope Jo'Anna" — 3:47
2. "Say Hello to Fidel" — 4:41

12" maxi
1. "Gimme Hope Jo'Anna"
2. "Say Hello to Fidel"
3. "Living on the Frontline" (versió en directe)

## Llistes

### Posicions més altes
| Llista (1988)                   | Posició |
| ------------------------------- | ------- |
| Austrian Singles Chart          | 2       |
| Belgian Singles Chart           | 1       |
| Dutch Top 40                    | 1       |
| Llista francesa de singles SNEP | 8       |
| Llista alemanya de singles      | 4       |
| RIANZ Top 40 (Nova Zelanda)     | 3       |
| Espanya (AFYVE)                 | 1       |
| Llista de singles sueca         | 8       |
| Llista de singles suïssa        | 2       |
| Llista de singles britànica     | 7       |